# Karlo Nanut
Karlo Nanut, slovenski častnik, * 1943.
Je upokojeni Podpolkovnik Slovenske vojske v pokoju, po poklicu je bil profesor zgodovine.

## Vojaška kariera
- načelnik Katedre za vojaškostrokovno izobraževanje, CVŠ